# Deltochilum elongatum
Deltochilum elongatum là một loài bọ cánh cứng trong họ Bọ hung (Scarabaeidae).